# مگس‌مرغ چانه‌سیاه
مگس‌مرغ چانه‌سیاه (نام علمی: Archilochus alexandri) مگس‌مرغ کوچکی است که محدوده وسیعی از زیستگاه‌ها را اشغال می‌کند. مهاجر است و زمستان را تا جنوب مکزیک می‌گذراند.

## پراکندگی و زیستگاه
مگس‌مرغ چانه‌سیاه در بیشتر مناطق غربی ایالات متحده یافت می‌شود، از شمال تا کانادا در آلبرتا و بریتیش کلمبیا، از شرق تا اکلاهما و تا جنوب مکزیک می‌رسد. آنها را می‌توان در کوه‌ها، جنگل‌ها، باغ‌ها، مراتع، و زیستگاه‌های چاپار یافت. زیستگاه زادآوری آنها مناطق باز و نیمه‌خشک است که معمولاً نزدیک آب در غرب ایالات متحده، شمال مکزیک و جنوب بریتیش کلمبیا است.